# Средняя юра
| система                                                                     | отдел            | ярус          | Нижняя граница, млн лет |
| --------------------------------------------------------------------------- | ---------------- | ------------- | ----------------------- |
| Мел                                                                         | Нижний           | Берриасский   | 143,1 ±0,6              |
| Юра                                                                         | Верхняя (мальм)  | Титонский     | 149,2 ±0,7              |
| Юра                                                                         | Верхняя (мальм)  | Киммериджский | 154,8 ±0,8              |
| Юра                                                                         | Верхняя (мальм)  | Оксфордский   | 161,5 ±1,0              |
| Юра                                                                         | Средняя (доггер) | Келловейский  | 165,3 ±1,1              |
| Юра                                                                         | Средняя (доггер) | Батский       | 168,2 ±1,2              |
| Юра                                                                         | Средняя (доггер) | Байосский     | 170,9 ±0,8              |
| Юра                                                                         | Средняя (доггер) | Ааленский     | 174,7 ±0,8              |
| Юра                                                                         | Нижняя (лейас)   | Тоарский      | 184,2 ±0,3              |
| Юра                                                                         | Нижняя (лейас)   | Плинсбахский  | 192,9 ±0,3              |
| Юра                                                                         | Нижняя (лейас)   | Синемюрский   | 199,5 ±0,3              |
| Юра                                                                         | Нижняя (лейас)   | Геттангский   | 201,4 ±0,2              |
| Триас                                                                       | Верхний          | Рэтский       | больше                  |
| Деление и золотые гвозди в соответствии с IUGS по состоянию на декабрь 2024 |                  |               |                         |

Средняя юра — вторая эпоха юрского периода. Продолжалась с 174,7 до 161,5 млн. лет назад. Ископаемые наземные животные, такие как динозавры, в средней юре относительно редки, геологические формации, содержащие окаменелости включают формацию Форест-Марбл в Англии, формацию Кималуаг в Шотландии, пласт Даохугоу в Китае, формация Итатская свита в России и формация Исало III на западе Мадагаскара.

## Палеогеография

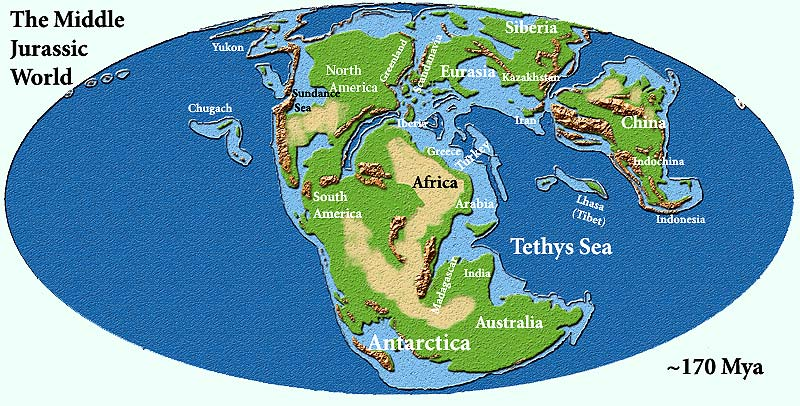
Карта средней юры

В эпоху средней юры Пангея начала разделяться на Лавразию и Гондвану, и образовался Атлантический океан. Восточная Лавразия была тектонически активной, так как киммерийская плита продолжала сталкиваться с южным побережьем Лавразии, полностью закрывая океан Палео-Тетис. Зона субдукции на побережье западной части Северной Америки продолжала создавать Ancestral rock Скалистых гор.

## Фауна
Средняя юра — один из ключевых периодов эволюции жизни на земле. В этот период произошла радиация многие групп животных, в том числе динозавров и млекопитающих. В конце средней юры появились оперённые динозавры похожие на птиц.

### Морская фауна
В это время процветала морская флора и фауна (включая аммониты и двустворчатые моллюски). Ихтиозавры, были хотя и распространены, но не слишком разнообразны; в то время как основные морские хищники, плиозавры, выросли до размеров косаток и больше (например, плиозавр, лиоплевродон). В это время плезиозавры стали обычным явлением, и впервые появились крокодилы-метриорингиды.

### Наземная фауна
В средней юре возникли многие из основных групп динозавров (в том числе цетиозавры, брахиозавры, мегалозавры и примитивные орнитоподы).
Продвинутые терапсиды, цинодонты, всё ещё процветали вместе с динозаврами. Цинодонты были представлены такими группами как Tritheledontidae, тритилодонтиды и маммалиаформы. Маммалиаформы, в том числе и предки современных млекопитающих, оставались довольно мелкими, но были разнообразны и многочисленны в фаунах всего мира. Тритилодонтиды были крупнее и также имели практически глобальное распространение. Ещё одна ветвь близких к млекопитающим цинодонтов, Tritheledontidae, завершила своё существование к концу эпохи. Кроновая группа млекопитающих появилась в средней юре.

## Флора
В средней юре доминировали хвойные. Были также распространены другие растения: гинкго, саговники, папоротники.